# Zámek Serrant
Zámek Serrant (francouzsky Château de Serrant) se nachází v blízkosti francouzské obce Saint-Georges-sur-Loire v departementu Maine-et-Loire.
Od 14. století patřil šlechtickému rodu Le Brie. Pontus Le Brie dostal od krále Ludvíka XI. povolení na výstavbu pevnosti s padacím mostem, hradními příkopy a masivními věžemi. Do dnešní renesanční podoby byl přestavěn architektem Filiberto Delorme z pověření Karla de Brie v roce 1546.